# Wiggins Le Col
Wiggins Le Col, ook bekend als Team Wiggins, is een Britse continentale wielerploeg.
Eind 2014 maakte ex-tourwinnaar Bradley Wiggins bekend een eigen ploeg te willen oprichten, dit met het oog op  zijn terugkeer op de piste met als doel de Olympische spelen 2016. Deze wordt gesponsord door tv-station Sky en kledingsponsor rapha. De fietsen worden door Pinarello geleverd.
Het team bestaat voornamelijk uit endurance baanwielrenners. Wiggins is zelf na Parijs-Roubaix 2015 lid geworden van het team.

## 2018

### Renners
| Naam                  | Geboortedatum | Ploeg 2017            |
| --------------------- | ------------- | --------------------- |
| Gabriel Cullaigh      | 08-04-1996    | SEG Racing Academy    |
| Mark Donovan          | 03-04-1999    | Neo                   |
| Mark Downey           | 03-07-1996    | Neo                   |
| Nathan Draper         | 11-07-1997    |                       |
| James Fouche          | 28-03-1998    | Neo                   |
| Etienne Georgi        | 28-09-1998    |                       |
| Corentin Navarro      | 29-11-1997    | Neo                   |
| Michael O'Loughlin    | 14-02-1997    |                       |
| Tom Pidcock           | 30-07-1999    | Neo                   |
| Oliver Robinson       | 30-03-1999    | Neo                   |
| Dean Robson           | ?             | ?                     |
| Jacques Sauvagnargues | 24-09-1999    | Neo                   |
| Robert Scott          | 24-07-1998    |                       |
| Campbell Stewart      | 12-05-1998    |                       |
| Matthew Teggart       | 08-01-1996    | An Post-Chainreaction |
| Joey Walker           | 15-09-1997    |                       |
| Reece Wood            | 28-05-1998    | Neo                   |
| Jesse Yates           | ?             | Neo                   |

## 2016

### Renners
| Naam               | Geboortedatum | Vorige ploeg                 |
| ------------------ | ------------- | ---------------------------- |
| Steven Burke       | 04-03-1988    | Haribo-Beacon (2014)         |
| Mark Christian     | 20-11-1990    | Team Raleigh (2014)          |
| Scott Davies       | 5-8-1995      | Geen team (2015)             |
| Jonathan Dibben    | 12-02-1994    | Neo (2014)                   |
| Owain Doull        | 02-05-1993    | An Post-Chainreaction (2014) |
| Luc Hall           | 26-3-1995     | Neo (2014)                   |
| Samuel Harrison    | 24-06-1992    | NFTO (2015)                  |
| Matthew Gibson     | 02-09-1996    | Neo (2014)                   |
| Phil Hindes        | 22-08-1992    | Neo (2015)                   |
| Liam Holohan       | 22-02-1988    | Madison-Genesis (2015)       |
| Jake Kelly         | 17-01-1995    | Neo (2015)                   |
| James Knox         | 4-11-1995     | Neo (2015)                   |
| Christopher Latham | 6-2-1994      | Neo (2014)                   |
| Samuel Lowe        | 20-01-1994    | Team Raleigh (2015)          |
| Michael O'Loughlin | 14-2-1997     | Neo (2015)                   |
| Daniel Patten      | 11-07-1986    | 7 Eleven Philippines (2014)  |
| Daniel Pearson     | 26-02-1994    | Neo (2014)                   |
| Andrew Tennant     | 03-09-1987    | Madison-Genesis (2014)       |
| Michael Thompson   | 8-02-1995     | Neo (2014)                   |
| Bradley Wiggins    | 28-05-1980    | Team Sky (2015)              |

## 2015

### Renners
| Naam                | Geboortedatum | Ploeg 2014            |
| ------------------- | ------------- | --------------------- |
| Steven Burke        | 04-03-1988    | ?                     |
| Germain Burton      | 29-01-1995    | Neo                   |
| Mark Christian      | 20-11-1990    | Team Raleigh          |
| Edward Clancy       | 12-03-1985    | Rapha Condor JLT      |
| Gabriel Cullaigh    | 08-04-1996    | Neo                   |
| Scott Davies        | 05-08-1995    | Madison-Genesis       |
| Jonathan Dibben     | 12-02-1994    | Neo                   |
| Owain Doull         | 02-05-1993    | An Post-Chainreaction |
| Matthew Gibson      | 02-09-1996    | Neo                   |
| Jake Kelly          | 17-01-1995    | Neo                   |
| Christopher Latham  | 06-02-1994    | Neo                   |
| Christopher Lawless | 04-02-1995    | Neo                   |
| Iain Paton          | ?             | ?                     |
| Daniel Patten       | 11-07-1986    | 7 Eleven Philippines  |
| Mark Stewart        | ?             | ?                     |
| Andrew Tennant      | 03-09-1987    | Madison-Genesis       |
| Michael Thompson    | ?             | ?                     |
| Olivier Wood        | 26-11-1995    | Neo                   |